# M103 (czołg)
M103 – amerykański czołg ciężki z okresu po II wojnie światowej.

## Historia
Był on najcięższym czołgiem w uzbrojeniu United States Army i US Marines. Pojazd był produkowany w fabryce czołgów w Detroit (ang. Detroit tank arsenal). Pierwsze egzemplarze weszły do służby w roku 1957. Ostatnie wycofano w 1974 roku. Wyprodukowano zaledwie kilkaset sztuk.
Razem z brytyjskim czołgiem ciężkim Conqueror, M103 został zaprojektowany jako przeciwwaga dla radzieckich czołgów ciężkich z serii IS a zwłaszcza IS-8 (T-10). Nigdy nie zostały wykorzystane w walce.
Kolejne wersje M103 były w dużym stopniu zunifikowane ze znacznie lżejszymi czołgami podstawowymi M47, M48 i M60. Gąsienice, rolki podtrzymujące i elementy zawieszenia były takie same, z niewielkimi modyfikacjami wprowadzonymi ze względu na większą masę czołgu. Nigdy nie zmodyfikowano silnika ani układu przenoszenia mocy. Powodowało to poważne problemy nadwyrężając wrażliwy i relatywnie słaby zespół napędowy M103.
Wieża czołgu M103 była znacznie większa niż wieże czołgów M48 i M60 aby mogła pomieścić duże, 120 mm działo i dwóch przydzielonych do niego ładowniczych oraz celowniczego i dowódcę. Kierowca zajmował miejsce poniżej wieży, w kadłubie czołgu. Kąt podniesienia luf armaty wynosił: od -8 do +15 (stopni).
Pozostał przynajmniej jeden nie zezłomowany egzemplarz czołgu M103. Znajduje się on w muzeum na poligonie w Aberdeen, w stanie Maryland, USA. M103 do dziś widnieje w symbolu US Army Armor Corps, składającym się z dwóch skrzyżowanych szabli z centralnie umieszczonym czołgiem zwróconym ku widzowi. Czołgiem, który posłużył jako model był M103.

## Wersje
- M103  rozpoczęto produkcję w roku 1957, zbudowano 400 sztuk.
- M103A1 rozpoczęto produkcję w roku 1959, zbudowano lub przebudowano 219 sztuk. Wyposażenie zostało wzbogacone o nowy celownik (Steroskopowy T52) i komputer balistyczny T33 kosztem jednego sprzężonego karabinu maszynowego. Wprowadzono kosz wieży i nowy elektryczny system jej obrotu.
- M103A2 rozpoczęto produkcję w roku 1964, zbudowano lub przebudowano 153 sztuk. Zastosowano nowy silnik Diesla o mocy 750 KM (559 kilowatów) z czołgu M60. Zwiększyło to zasięg do 480 km (po drodze) i prędkość maksymalną do 37 km/h. Wprowadzono nowy celownik XM2A.